# Lester J. Maitland
Lester J. Maitland, né le 8 février 1899 à Milwaukee et mort le 27 mars 1990 à Scottsdale, est un pionnier de l'aviation et un officier de carrière dans l'United States Army Air Forces et ses prédécesseurs.
Il commence sa carrière comme pilote de réserve dans l'United States Army Air Service pendant la Première Guerre mondiale et est promu général de brigade dans la Michigan Air National Guard après la Seconde Guerre mondiale.
En 1927, avec le lieutenant Albert F. Hegenberger, il réalise le premier vol transpacifique, partant de la Californie vers Hawaï, aux commandes du Bird of Paradise (en). Bien que la reconnaissance qui leur soit accordée est moindre que celle reçue par Charles Lindbergh pour son vol transatlantique cinq semaines plus tôt, l'exploit de Maitland et Hegenberger est sans doute plus important du point de vue de la navigation.
Lester Maitland poursuit sa carrière dans l'United States Army Air Corps, servant au combat en tant que commandant d'un bombardment group (en) pendant la Seconde Guerre mondiale. Il devient ensuite le premier directeur de la commission aéronautique du Wisconsin et le directeur de la sécurité civile de l'État du Michigan avant de changer de profession et devenir ministre épiscopal.

## Jeunesse et Première Guerre mondiale
Né à Milwaukee le 8 février 1899, Lester James Maitland est diplômé de la Riverside High School en 1917. Il s'enrôle comme cadet de l'aviation dans l'Aviation Section, U.S. Signal Corps (en), trois jours après l'entrée des États-Unis dans la Première Guerre mondiale et est affecté à une formation à l'École d'aéronautique militaire sur le campus de l'Université du Texas à Austin à l'automne 1917. Sa formation au pilotage se déroule sur la base aérienne Rich Field (en) à Waco, après quoi il reçoit le titre d'aviateur militaire de réserve et est commissionné le 25 mai 1918 comme 2nd lieutenant dans l'Air Service, National Army, à l'âge de dix-neuf ans. Après avoir été instructeur de vol, il est envoyé à l'école d'artillerie de la base aérienne Taliaferro Field (en) au Texas, mais la guerre prend fin avant qu'il puisse être envoyé outre-mer.

## L'entre deux guerres
Après la Première Guerre mondiale, Lester Maitland est affecté à la base aérienne McCook Field, de novembre 1918 à avril 1919, en tant que pilote de l'escadron d'essai. Il est transféré à la base aérienne Luke Field, à Hawaï, et affecté au 6th Aero Squadron (en) le 13 mai 1919. Il demande à rester dans l'armée, passe les examens requis et reçoit une commission régulière de 1st lieutenant dans l'Air Service le 1er juillet 1920, date à laquelle le service est reconnu par la loi comme une partie organisationnelle de l'armée. Quittant Hawaï en mai 1921, il devient l'assistant du général Billy Mitchell en juillet et est sélectionné comme l'un des pilotes devant prendre part à la destruction du cuirassé Ostfriesland, une expérience militaire mise en place par Mitchell pour prouver l'efficacité de la puissance aérienne contre les navires.

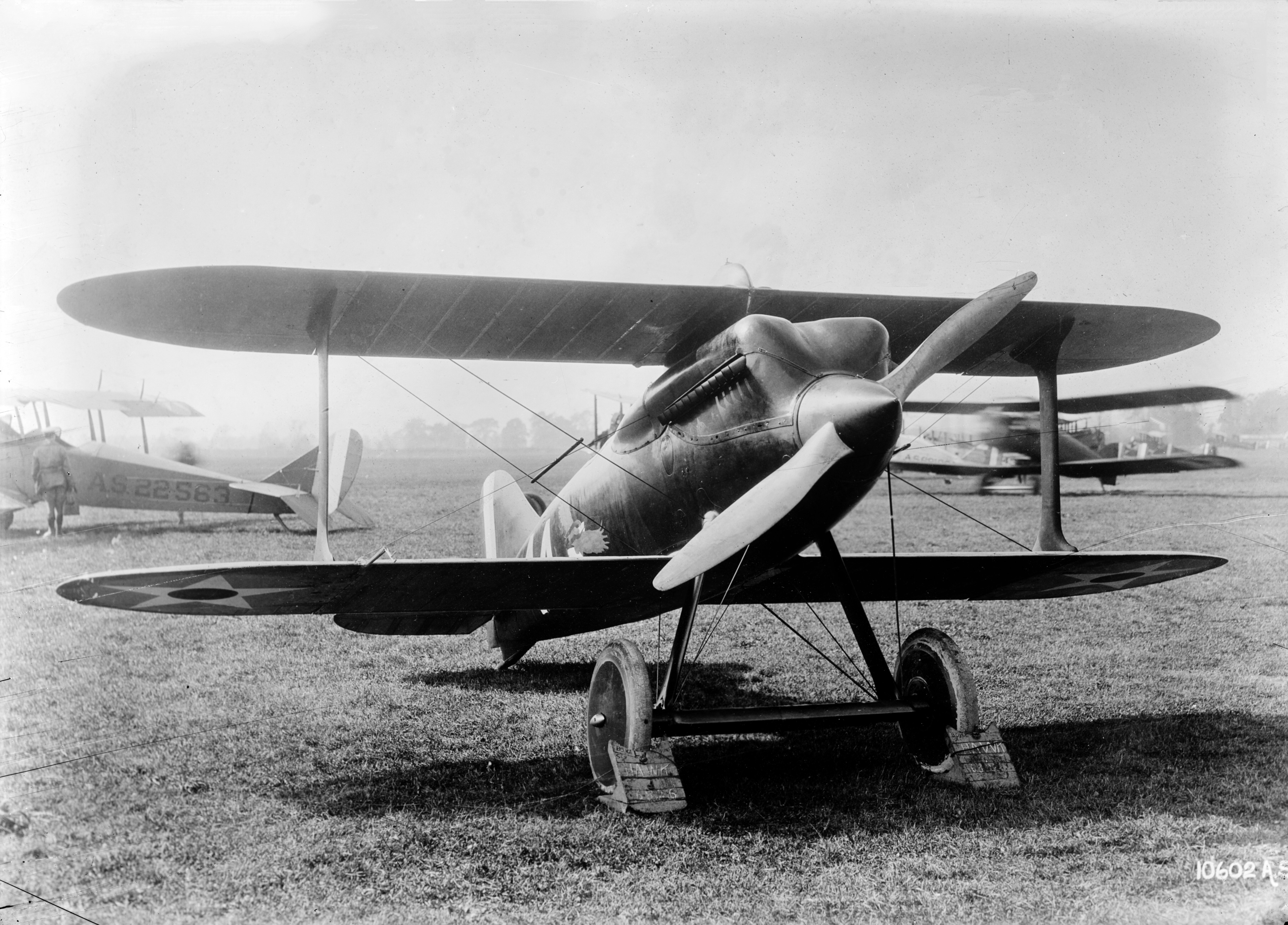
Avion de course Curtiss R-6.

Au cours des années 1920, Lester Maitland participe, pour le compte de l'Air Service et de son successeur l'Air Corps, à des courses aériennes et à des vols pionniers qui visent à générer une publicité favorable. En octobre 1922, alors qu'il est officier des opérations pour le colonel Augustine Warner Robins (en) au Fairfield Air Intermediate Depot (FAID), il fait partie de l'équipe de l'armée lors des National Air Races qui se déroulent cette année-là à Selfridge Field (en), dans le Michigan. Le 14 octobre, il devient le premier pilote américain à voler à plus de 320 km/h et reçoit une lettre de félicitations d'Orville Wright. Aux commandes d'un avion de course Curtiss R-6 sur un parcours de 50 km, il termine deuxième de la course, derrière le lieutenant Russell Maughan (en), pilote d'essai de l'armée, mais devant quatre pilotes de la marine et huit de l'armée de terre, avec une moyenne de 319 km/h et de brèves pertes de connaissance dans les virages serrés sur pylône. Le 29 mars 1923, il établit un record mondial de vitesse absolue de 380,75 km/h (236,58 mph) sur un kilomètre à bord du R-6, mais le record est invalidé parce qu'il ne réussit à maintenir le vol en palier,. Cependant, il bat son propre record en octobre lorsqu'il vole à une vitesse enregistrée de 394,19 km/h (244,94 mph), également avec le R-6.
Le 17 mars 1925, Lester Maitland se voit confier le commandement du nouveau 18th Headquarters Squadron (qui remplace le 18th Observation Squadron) à la base aérienne Bolling Field (en), poste qu'il occupe jusqu'au 4 juin 1925, date à laquelle il retourne au FAID. En novembre 1926, il commence une affectation de trois ans en tant qu'officier exécutif adjoint du United States Assistant Secretary of War, F. Trubee Davison (en).

### Vol duBird of Paradise
Alors qu'il est en poste à Hawaï, Lester Maitland demande au chef de l'Air Service la permission d'organiser un vol entre Hawaï et le continent. Ce n'est toutefois qu'en décembre 1926 qu'il obtient cette autorisation. D'autres personnes ont également travaillé sur le projet, notamment le 1st lieutenant Albert F. Hegenberger, ancien chef de l'Instrument Branch à la base aérienne McCook Field. Albert Hegenberger a supervisé le développement d'un certain nombre d'instruments de navigation qui rendraient le voyage possible, mais comme Lester Maitland, il est transféré à Hawaï, où ses demandes écrites répétées pour un vol transpacifique sont également refusées. En 1926, Albert Hegenberger retourne à McCook, où il aide à tester un système de navigation utilisant des signaux de balises radio à basse fréquence. Le vol transpacifique entre la Californie et Hawaii est alors approuvé pour démontrer la difficulté de naviguer vers une petite île en utilisant les balises comme aide à la navigation.

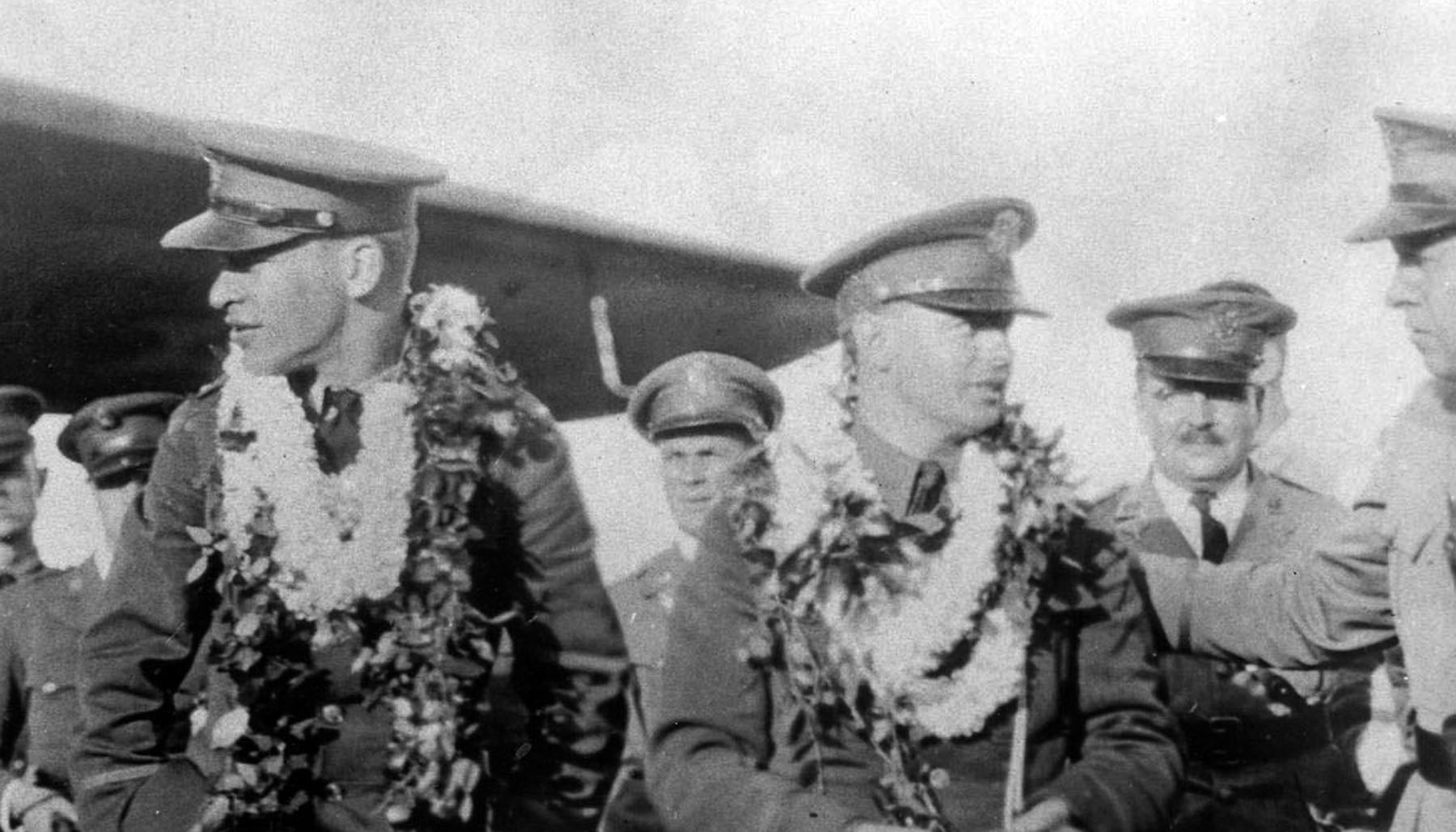
Les lieutenants Lester J. Maitland (à gauche) et Albert F. Hegenberger (à droite) à Wheeler Field (Hawaï), après le premier vol sans escale de la Californie à Hawaï en 1927.

Le 15 juin 1927, Lester Maitland et Albert Hegenberger trouvent l'avion choisi, un avion de transport Atlantic-Fokker C-2 surnommé Bird of Paradise (en), et une équipe d'ingénieurs aéronautiques traverse le pays pour vérifier la consommation de carburant et la fiabilité de l'appareil et de ses instruments de navigation. Le 24 juin, alors qu'ils se trouvent à San Diego, les résultats des essais sont communiqués au secrétaire à la Guerre Dwight F. Davis, qui approuve le vol vers Hawaï. Le lendemain, ils s'envolent pour la base aérienne Crissy Field (en), au Presidio de San Francisco.
Le 27 juin, Lester Maitland et Albert Hegenberger font le court saut de Crissy Field à l'aéroport municipal d'Oakland nouvellement ouvert, dont la piste de 2,1 km est de loin préférable pour le décollage avec le plein de carburant. Ils décollent le lendemain matin juste après 7 heures pour la base aérienne Wheeler Field à Oahu, avec Lester Maitland comme pilote et Albert Hegenberger comme navigateur. Bien qu'assisté comme prévu par la balise du Signal Corps à Maui, le récepteur radio directionnel du C-2 ne fonctionne que par intermittence avant de s'éteindre complètement. La boussole à induction terrestre (en) du C-2 tombe en panne juste après le décollage et, malgré un temps de plus en plus nuageux, Albert Hegenberger parcourt la plus grande partie de la route du grand cercle à l'estime, à l'aide d'un compas magnétique et d'un dérivomètre (en), complétés par des observations de navigation céleste,. Le contact avec plusieurs navires en mer permet de vérifier leur position et d'ajuster le plan de vol initial,.
23 heures après le début du vol, avant l'aube du 29 juin, l'équipage observe le faisceau d'un phare sur Kauai, dans les îles hawaïennes, à l'heure d'arrivée prévue, mais toujours dans l'obscurité totale. Ils décident de tourner en rond jusqu'au lever du jour avant d'atterrir à Wheeler Field,,. Le Bird of Paradise termine son voyage de 3 874 km en 25 heures et 50 minutes, et est salué par des milliers de spectateurs,. En devenant les premiers à effectuer la traversée transpacifique vers Hawaï, Lester Maitland et Albert Hegenberger se voient décerner pour la troisième fois la Distinguished Flying Cross par l'Air Corps et reçoivent le trophée Mackay (en) de cette année-là. L'armée de l'air des États-Unis relatera cet exploit :

« Le vol... a mis à l'épreuve non seulement la fiabilité de l'appareil, mais aussi les compétences en matière de navigation et l'endurance des deux officiers, car s'ils s'étaient écartés de trois degrés et demi de leur trajectoire, ils auraient manqué Kauai et disparu au-dessus de l'océan. »

En 1928, Lester Maitland et Charles Lindbergh sont tous deux invités à la Maison Blanche pour rencontrer le président Calvin Coolidge.

### Années dans l'Air Corps
Lester Maitland écrit Knights of the Air, une histoire des débuts de l'aviation mettant l'accent sur les « premières », dont son propre vol transpacifique, et qui est publiée en 1929,. Il entreprend ensuite de rédiger Skyroads, un comic strip sur l'aviation avec l'artiste et collègue pilote de la Première Guerre mondiale Dick Calkins. Le duo continue à publier Skyroads jusqu'à ce qu'ils passent les fonctions d'écriture et de dessin à l'assistant de Calkins, Russell Keaton, en 1933.

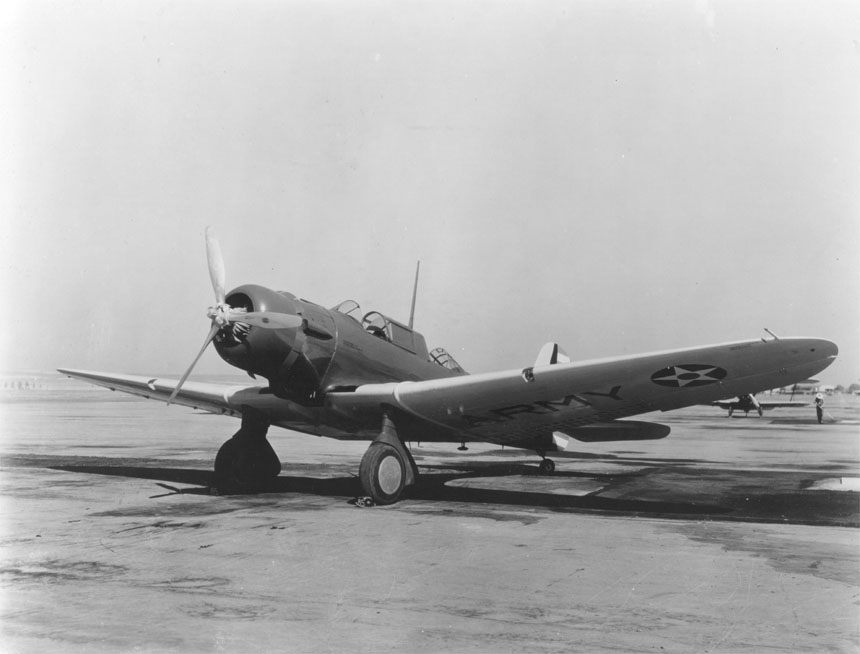
Bombardier d'attaque Northrop A-17.

Après la fin de son affectation à Washington D.C. en décembre 1929, Lester Maitland sert à la base aérienne Kelly Field située au Texas, en tant qu'instructeur de vol dans l'Advanced Flying School. Il est promu captain en 1932. Il occupe divers postes au sein du Training Command de Kelly, dont celui d'instructeur principal en attaque, jusqu'en septembre 1934, date à laquelle il entre à l'Air Corps Tactical School (en) de la base Maxwell Field en tant qu'étudiant dans le cours complet de 845 heures et de 36 semaines. Les 59 membres de sa classe se composent de cinq majors, 40 captains, dont lui-même, 13 first lieutenants et un second lieutenant. Outre les 49 officiers de l'armée de l'air, il y a quatre officiers de l'armée de terre, un de chaque arme de combat de ce service, deux aviateurs de l'armée turque, un captain mexicain et trois aviateurs du corps des Marines. Parmi ses pairs dans l'Air Corps se trouvent les futurs généraux Muir S. Fairchild (en), Barney M. Giles (en), Laurence S. Kuter (en), Haywood Hansell et Hoyt S. Vandenberg, ainsi que le pionnier de l'aviation, le major Vernon Burge (en), qui, en tant que caporal en juin 1912, a été le premier pilote militaire enrôlé certifié. Lester Maitland obtient son diplôme en juin 1935. Du 11 septembre 1935 au 16 juillet 1938, il commande le 8th Attack Squadron (en) à la base aérienne Barksdale Field située en Louisiane, aux commandes du bombardier d'attaque Northrop A-17.
Le 20 juillet 1940, le major Maitland et son épouse Kathleen "Kay" Maitland sont envoyés au Philippine Department (en) pour une période de service de deux ans à la tête du 28th Bombardment Squadron (en). Par ancienneté, il est également nommé commandant de la base aérienne Clark Field, où est stationné le 28e BS. Le 13 mars 1941, il est promu lieutenant-colonel et le commandement du 28e BS passe à un officier plus jeune, mais Lester Maitland reste commandant de la base Clark. Peu de temps après, l'armée prolonge d'une année supplémentaire la période de service de tout le personnel de l'armée de l'air dans le Philippine Department, craignant des actions agressives des Japonais contre les Philippines, et ordonne à leurs personnes à charge de rentrer aux Etats-Unis. Cela crée un sérieux problème moral que Lester Maitland combat à Clark, à la suggestion d'un subordonné, en émettant un ordre en mai 1941 selon lequel tout le personnel de la base (y compris lui-même) doit se laisser pousser la barbe. Il modifie l'ordre à la mi-août, rendant la barbe facultative, mais lui et beaucoup d'autres conservèrent leur pilosité faciale.

## Seconde Guerre mondiale
Lester Maitland fait partie de l'état-major de la toute nouvelle Far East Air Force (FEAF) lorsque les États-Unis entrent dans la Seconde Guerre mondiale. Le 3 novembre 1941, le 19th Bomb Group (en) termine son mouvement de renforcement vers les Philippines et son commandant, le lieutenant-colonel Eugene Eubank, est le supérieur de Lester Maitland à Clark Field. Lorsque la FEAF est activée le 16 novembre, Lester Maitland est nommé commandant en second du Far East Air Service Command. La FEAF est surprise et largement détruite par une attaque aérienne japonaise le 8 décembre 1941, et le général Douglas MacArthur ordonne le retrait de son quartier général en Australie le 24 décembre. Lester Maitland se joint à un petit groupe d'officiers d'état-major que le capitaine Paul I. "Pappy" Gunn (en) fait décoller de la base aérienne Nielson Field (en) le jour de Noël à bord d'un ancien Beech 18 de la Philippine Airlines.

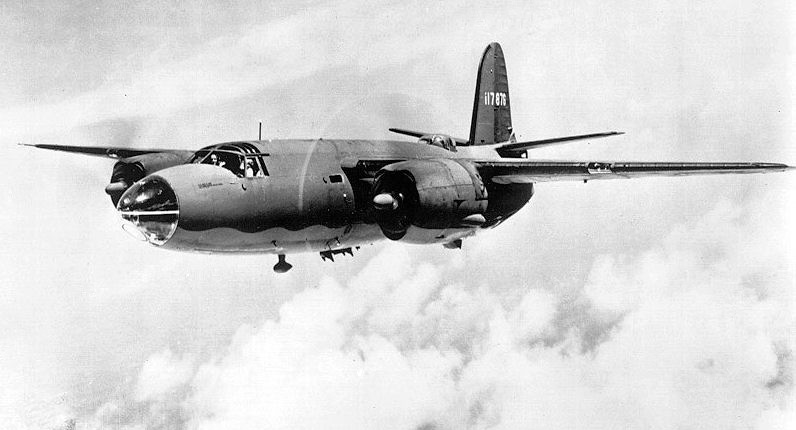
B-26 Marauder du 386th Bombardment Group en 1943.

Réaffecté aux États-Unis, Lester Maitland est nommé commandant du 386th Bombardment Group (en), volant sur des B-26 Marauders, lors de son activation le 1er décembre 1942, à la base aérienne MacDill Field, en Floride. Il organise le groupe et le transfère, le 9 février 1943, à la base aérienne Lake Charles Field (en), en Louisiane, pour achever l'entraînement au combat du groupe, qui est accompli sans qu'aucun B-26 ne soit perdu par accident en plus de 10 000 heures de vol,. En juin 1943, le groupe déménage en Angleterre et est affecté à la 3rd Wing (en) de la 8th Air Force le 4 juin. Basé à la nouvelle station RAF Boxted (en), le 386th n'entre pas immédiatement en combat car les pertes extrêmes subies par les B-26 du 322d Bombardment Group (en) déjà opérationnels, attaquants à basse altitude, obligent à suspendre toutes les opérations de B-26 pour développer de nouvelles tactiques. Au cours des sept semaines suivantes, le 386th s'engage dans un programme d'entraînement intensif couvrant la reconnaissance des avions, les procédures de contrôle de vol, les tactiques des chasseurs allemands, les formations de combat et le bombardement à moyenne altitude (entre 10 000 pieds (3 000 m) et 15 000 pieds (4 600 m)).
Après avoir effectué quatre missions de diversion à la mi-juillet, le 386th BG commence ses opérations de combat le 30 juillet 1943, en attaquant la base de chasseurs de la Luftwaffe à l'aérodrome de Woensdrecht aux Pays-Bas. L'attaque est la première attaque à moyenne altitude par des B-26 en Europe et est vivement contestée par les chasseurs Focke-Wulf Fw 190 du II./JG 26. Le groupe, attaquant seul, subit sa première perte, un bombardier à l'arrière de la formation surnommé Wolf et transportant le 2nd Lt Cyrus S. Eaton, Jr, fils du banquier d'affaires Cyrus S. Eaton. Un autre B-26, Two Way Ticket, s'écrase au décollage et est une perte totale,.
Le groupe poursuit ses attaques contre les bases de la Luftwaffe en France et aux Pays-Bas tout au long de l'été 1943. Le 24 septembre 1943, le 386th déménage vers une nouvelle base encore en construction, RAF Great Dunmow (en), et effectue sa dernière mission en tant que membre de la 8th Air Force le 8 octobre, une attaque sur des aérodromes dans les environs de Lille qui est abandonnée à cause du mauvais temps. Au sein de la 8th Air Force, il a effectué 32 missions, perdant six bombardiers au combat, et mis au point la procédure de largage simultané des bombes par des formations de B-26. Il obtient également une Distinguished Unit Citation pour sa première année d'opérations, dont une partie se déroule sous le commandement de Lester Maitland. Le 18 octobre, le 386th reprend ses opérations à partir de Great Dunmow au sein de la 9th Air Force, Lester Maitland dirigeant le groupe lors d'une attaque sur l'aéroport de Beauvais-Tillé en France. Il dirige également le groupe lors d'une attaque sur le site de construction de la forteresse de Mimoyecques le 5 novembre.
À l'âge de 44 ans4, il est l'un des pilotes les plus âgés à avoir participé à des combats pendant la Seconde Guerre mondiale, menant personnellement quatre des cinq premières missions du 386th à bord d'un B-26 surnommé Texas Tarantula, mais son mandat est écourté lorsqu'il est relevé de son commandement le 18 novembre 1943, peut-être pour cause de consommation excessive d'alcool,. Lester Maitland reçoit la Silver Star, une deuxième distinction de la Distinguished Flying Cross, et cinq Air Medals. Dans The History of a Bombing Outfit, on dit de son premier commandant :

« Sa direction du groupe a été forte et colorée. Il était dur avec ceux qui ne travaillaient pas, mais gentil avec ceux qui travaillaient. Il a donné beaucoup de caractère au groupe, et bien qu'il ait été dur parfois, il a toujours été juste. Le groupe était désolé de le voir partir. »

## Après la Seconde Guerre mondiale
En 1947, Lester Maitland est nommé premier directeur de la commission aéronautique de l'État du Wisconsin. Il démissionne de ce poste en 1949 en raison du manque de priorité accordée par l'État aux aéroports et à l'aviation. Il accepte un poste similaire dans l'État du Michigan et devient, en 1951, directeur de la sécurité civile du Michigan, ce qui lui vaut d'être nommé général de brigade dans la Michigan Air National Guard. Au milieu des années 1950, les objectifs professionnels de Lester Maitland changent et l'État du Michigan lui donne la permission de commencer des études de séminaire. Il deviendra ensuite un ministre laïc de l'Église épiscopale. Sa première nomination est celle de vicaire laïc dans une paroisse d'Iron River, dans le Michigan. Il prend sa retraite en tant que recteur émérite à Red Bluff, en Californie.
Lester Maitland décède le 27 mars 1990 dans une maison de convalescence à Scottsdale, en Arizona, à l'âge de 91 ans.

## Prix et décorations

### Citation pour la Distinguished Flying Cross
Ordres généraux : Département de la guerre, Ordres généraux n° 16 (1927)
Date d'action : 28-19 juin 1927
Service : Corps de l'air de l'armée
Rang : premier lieutenant

« Le président des États-Unis d'Amérique, autorisé par la loi du Congrès du 2 juillet 1926, a le plaisir de remettre la Distinguished Flying Cross au first lieutenant (Air Corps) Lester J. Maitland, U.S. Army Air Corps, pour un exploit extraordinaire lors de sa participation à un vol aérien. En tant que pilote d'un avion des États-Unis, grâce à son habileté, son courage, son endurance et sa ténacité, le lieutenant Maitland, accompagné de son navigateur, a piloté avec succès son avion les 28 et 29 juin 1927, d'Oakland, en Californie, à Honolulu, sur le territoire d'Hawaï, au-dessus de la plus grande étendue de mer ouverte jamais traversée en vol sans escale. Le lieutenant Maitland, en pleine connaissance des dangers et des difficultés, a traversé plus de 2 400 miles de l'océan Pacifique avec une merveilleuse précision de direction, et a ainsi démontré de façon concluante la faisabilité d'une navigation aérienne précise. Son exploit magistral est digne des plus grands éloges et a conféré beaucoup de crédit à l'armée américaine. »

### Reconnaissance
Maitland Field, un aéroport du centre-ville au bord du lac de Milwaukee entre 1927 et 1956, est nommé lors d'une cérémonie en l'honneur de Lester Maitland pour son vol transpacifique, lors de son voyage de retour d'Hawaï. En 1987, il est élu au Wisconsin Aviation Hall of Fame. Maitland Drive, près de l'aéroport international d'Oakland en Californie, porte également son nom.